# Маганский
Маганский — посёлок в Берёзовском районе Красноярского края России. Входит в состав Маганского сельсовета. Находится на левом берегу реки Берёзовка, примерно в 17 км к юго-юго-востоку (SSE) от районного центра, посёлка Берёзовка.

## Население
| 1989 | 2002 | 2010 |
| ---- | ---- | ---- |
| 113  | ↘91  | ↘63  |

Гендерный состав
По данным Всероссийской переписи населения 2010 года 33 мужчины и 30 женщин из 63 чел.

## Улицы
Уличная сеть посёлка состоит из 16 улиц и 2 переулков.